# OPPO Digital
OPPO Digital社は、OPPO電子工業のアメリカ合衆国にある子会社。

## 沿革
2004年にカリフォルニア州で設立された。アメリカ、ヨーロッパ、日本、オーストラリアの各地域（つまり中国以外の地域）で「OPPO Digital」の名称でOPPOブランドのAV機器の展開を行っていた。当初は低価格帯のDVDプレーヤーなどを発売していたが、2009年発売のBDP-83でハイエンドブルーレイプレーヤーに参入。以降はブルーレイプレーヤとオーディオの高級機、およびオーディオアクセサリが主力商品になっていた。中国の親会社であったOPPO電子工業が2015年に持株会社の欧加ホールディングスとなったため、それ以降のOPPOブランドのAV機器の開発はすべて米国法人のOPPO Digitalが行っていた。OPPOブランドで携帯電話の製造・販売を行う中国のOPPOモバイルとは、会社としては別組織ということになっているが、同じ欧加グループであり、同一の「OPPO」のロゴを使用していた。
なお、米OPPO Digitalの本社はBBKのアメリカ支社であるBBKUSAと同一の所にあった。
2020年4月30日をもってOPPO Digital Japan社は全ての事業を株式会社エミライに譲渡し、併せて株式会社エミライに吸収合併された。
2019年よりOPPO（スマホ部門）が展開しているイヤホン「OPPO Enco」シリーズがOPPOのAV部門の後継ラインと位置付けられており、OPPOのAV部門はスマホ部門の下で開発を続けている。

## 解説
OPPO Digitalの本社機能や製品開発などは米国法人が独立して行っているとしているが、OPPO DigitalはOPPO Mobileと同じくBBKグループであるため、どちらの製品も生産は東莞市長安鎮にあるBBKグループのFABで行われている。特にスマホメーカーでは、自社では製品の開発のみを行い製造は外部のEMSに任せる企業が多い中、BBKグループは自社工場での製造にこだわることが特徴である。
中国以外の国ではOPPO Digitalの製品は米OPPO Digital社の現地会社を通じて展開されているのに対し、中国では携帯電話と同じOPPOモバイルによって展開されていた。ただし、一般消費者向けの「OPPO」ブランドとは別の「OPPO影音」ブランドとして、販売チャネルは携帯電話とは別になっていた。高価格で、アメリカで開発されていることや世界的な高評価を前面に出した、いわゆる「オーディオマニア」向けの商品展開であった。売り上げは好調だったものの、ネット配信の一般化による物理メディアの衰退と、BBKグループの方針転換によりFABのキャパが確保できなくなったため（ブルーレイプレーヤと同一のFABでスマホを製造しており、スマホの生産が優先された）、2018年にブルーレイプレーヤの生産から撤退し、「OPPO Digital」名義での展開を終了した。
日本では海外製AV機器の輸入販売業者である株式会社エミライがOPPO製品の輸入販売およびサポートを行っていたが、2013年にOPPO Digital社製品の総輸入元・販売元である法人OPPO Digital Japanが設立され、AV機器の展開を行っていた。OPPOがAV事業から撤退した2018年の時点では、日本のハイエンドブルーレイプレーヤー市場でシェア1位だった。なおOPPO Digital Japan代表取締役の河野謙三はエミライの取締役と兼任しており、スマホ部門の日本子会社であるオッポジャパンの設立後はオッポジャパン取締役とも兼任していた。